# Gueures
Gueures település Franciaországban, Seine-Maritime megyében. Lakosainak száma 524 fő (2022. január 1.). Gueures Ambrumesnil, Avremesnil, Brachy, La Gaillarde, Luneray, Saint-Pierre-le-Vieux és Thil-Manneville községekkel határos.

## Népesség
A település népességének változása:
| Lakosok száma | 547  | 554  | 565  | 535  | 525  | 528  | 527  | 526  | 524  |
|               | 2013 | 2015 | 2016 | 2017 | 2018 | 2019 | 2020 | 2021 | 2022 |